# دی هاویلند دون
دی هاویلند دون (به انگلیسی: De_Havilland_Don) یک هواگرد ملخ‌پیشین تک‌موتوره از نوع Communications/Liaison ساخت شرکت د هویلند است. هواگرد دی‌اچ. ۹۳ دون نخستین پروازش را در ۱۸ ژوئن ۱۹۳۷ میلادی انجام داد. این هواگرد در سال ۱۹۳۸ میلادی رسماً معرفی گردید. در مجموع، تعداد ۳۰ فروند از این هواگرد ساخته شده‌است.